# Margret Nissen
Margret Nissen (* 19. června 1938, jako Margarete Speer) je německá fotografka. Je dcerou Alberta Speera, architekta a ministra zbrojní výroby nacistického Německa.

## Životopis
Margaret dostala jméno po své matce. Do konce války žila v Obersalzbergu. Po uvěznění svého otce se rodina přestěhovala do Heidelbergu. Margaret studovala archeologii na Univerzitě v Heidelbergu. 14. dubna 1962 se provdala za archeologa Hanse Nissena a společně žili několik let v Bagdádu. Margret se hodlala stát převážně fotografkou - samoukem. Od roku 1980 je její práce vystavována především v Berlíně. Jako fotografka architektury pracovala na Berlínské výstavě „Topographie des Terrors“ (česky Topografie teroru).